# Malte Barnekow
Malte Fabian Barnekow, född den 5 augusti 1904 i Västra Sallerups församling, Malmöhus län,  död den 26 april 1977 i Vinslövs församling, var en svensk friherre, hovman och godsägare. Han var sonson till Fredrik Barnekow.
Barnekow avlade studentexamen i Kristianstad 1923 och officersexamen 1925. Han blev fänrik vid Skånska dragonregementet 1926, underlöjtnant vid Skånska kavalleriregementet 1928, löjtnant där 1932 och ryttmästare i reserven 1940. Barnekow blev kammarherre 1940. Han innehade Åraslöv i Skåne. Bland hans många allmänna och enskilda uppdrag märks ordförandeskapen i Skånes skogsägareförening och i kommunalfullmäktige i Vinslövs landskommun. Barnekow blev riddare av Vasaorden 1951 och kommendör av samma orden 1963. Han vilar på Kapellkyrkogården i Vinslöv.